# Мелартин, Эркки
Э́рик «Э́ркки» Густаф Оскарссон Ме́лартин (фин. Erik «Erkki» Gustaf Oskarsson Melartin; 7 февраля 1875, Кякисалми, Великое княжество Финляндское — 14 февраля 1937, Пукинмяки, Финляндия) — финский композитор, дирижёр, педагог.

## Биография
Родился 7 февраля 1875 года в посёлке Остамо (ныне Судаково).
С 1895 по 1898 году обучался в Академии имени Сибелиуса (преподаватель Мартин Вегелиус). С 1899 по 1901 годы совершенствовался у Роберта Фукса в Вене.
С 1901 по 1907 годы преподавал в консерватории в Хельсинки (с 1911 по 1936 годы — ректор, с 1919 года профессор теории музыки и композиции).
В 1908—1911 годах руководил Выборгским симфоническим оркестром, основал в Выборге совместно с любителем музыки, аптекарем Карлом Теофроном Хэлльстрёмом (швед. Carl Theofron Hällström; 1860—1917) оркестровое училище (музыкальную школу). В Выборге Мелартин дирижировал Анданте из Второй симфонии Густава Малера, и это было самое первое исполнение музыки Малера в Скандинавии. В 1916 году направил учиться в Петербург своего любимого ученика Илмари Ханникайнена, который впоследствии стал известным капельмейстером, дирижировал на концертах в Выборге.
Среди учеников — X. Аалтойла, Х. Лейвискя, С. Ранта, У. Клами. Музыкальному языку Мелартина присущи национальные черты, ощутимо влияние Эдварда Грига, а также современной западноевропейской музыки. Наиболее значительны в творчестве Мелартина произведения малых форм, среди которых около 300 песен и более 400 фортепианных пьес.
Увлекался изобразительным искусством и литературой.

## Произведения
- 1909 — опера-мистерия «Айно» (по мотивам «Калевалы», 1909, Хельсинки);
- 1930 — балет «Голубая жемчужина» (Sininen helmi, 1930);
- 1902—1928 — 6 симфоний для оркестра, 3 симф. поэмы;
- концерт для скрипки с оркестром;
- камерно-инструментальные ансамбли — 4 струнных квартета, 2 сонаты для скрипки и фортепиано
- «Marionnettes» Suite в 6-ти частях для фортепиано в 4 руки ор.1